# Freycinetia papuana
Freycinetia papuana är en enhjärtbladig växtart som beskrevs av Otto Warburg. Freycinetia papuana ingår i släktet Freycinetia och familjen Pandanaceae. Inga underarter finns listade.